# Stadtpark
Cet article concerne le parc. Pour la station de métro, voir Stadtpark (métro de Vienne).
Le Stadtpark est un parc urbain situé à Vienne, en Autriche. Ouvert en 1862, il s'agit du premier parc public de la ville. Situé à proximité de l'hypercentre de Vienne, il est directement desservi par une station de métro et est accessible via les réseaux de tramway, de S-Bahn et de bus.
D'une surface totale de 95 931 m2, il est séparé en deux parties par la rivière Vienne. La partie ouest est principalement constituée de prairies arborées et d'étendues d'eau et est parsemée de statues de personnalités viennoises célèbres telles que Hans Canon, Emil Jakob Schindler, Johann Strauss II et Franz Schubert. La partie est, quant à elle, est destinée à la pratique sportive et de loisirs.

## Histoire

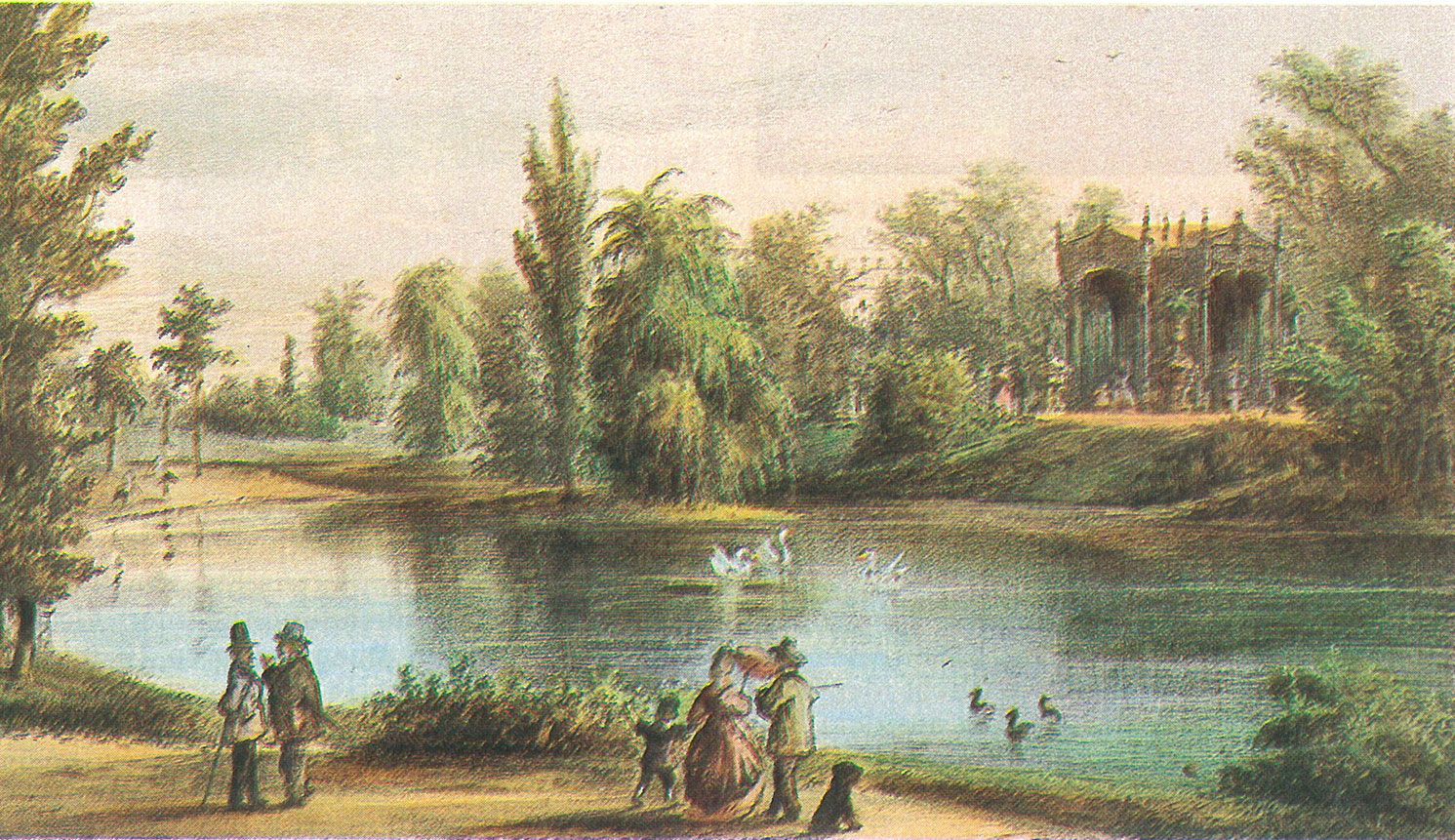
Lithographie représentant le Stadtpark en 1862.

Le maire de Vienne de 1861 à 1868, Andreas Zelinka (en), souhaitait la création d'un espace vert public. Le projet de Stadtpark est élaboré par le paysagiste Joseph Selleny. Le premier jardinier municipal de la ville de Vienne, engagé depuis 1861, élabore les plans du parc à partir du projet de Selleny et dirige les travaux de construction du parc. En 1861, le conseil municipal de la ville accepte le projet à condition de pouvoir y apporter des modifications. La partie du parc située à l'ouest de la rivière Vienne est inaugurée le 21 août 1862. Il s'agit alors du premier parc public de Vienne.
La partie du parc située à l'est de la Vienne, souvent considérée comme étant destinée aux enfants, est ajoutée en 1863. L'aménagement final du parc est achevé en 1872, une fois que la construction du bâtiment du Kursalon Hübner et l'aménagement de ses environs sont finalisés et que toute la végétation est plantée. Comme c'était couramment le cas à la fin du XIXe siècle, les plantations, et plus particulièrement les arbustes ornementaux, sont choisis afin de garantir une vue fleurie du parc tout au long de l'année.
Après plusieurs projets de construction de ponts traversant la Vienne, les architectes Friedrich Ohmann et Josef Hackhofer réalisent en 1906 l'actuel arc surplombant la rivière.

## Géographie
Le Stadtpark couvre 95 931 m2 de surface totale ; il est situé dans l'Innere Stadt et le Landstrasse, les 1er et 3e arrondissements de la ville de Vienne en Autriche. Situé à 800 m de la Stephansplatz, il est accessible à pied et en transports en commun depuis l'hypercentre de Vienne. Il est ainsi considéré comme un « trait d'union » reliant le centre-ville et le 3e arrondissement de Vienne. Il est traversé par la rivière Vienne.

## Description

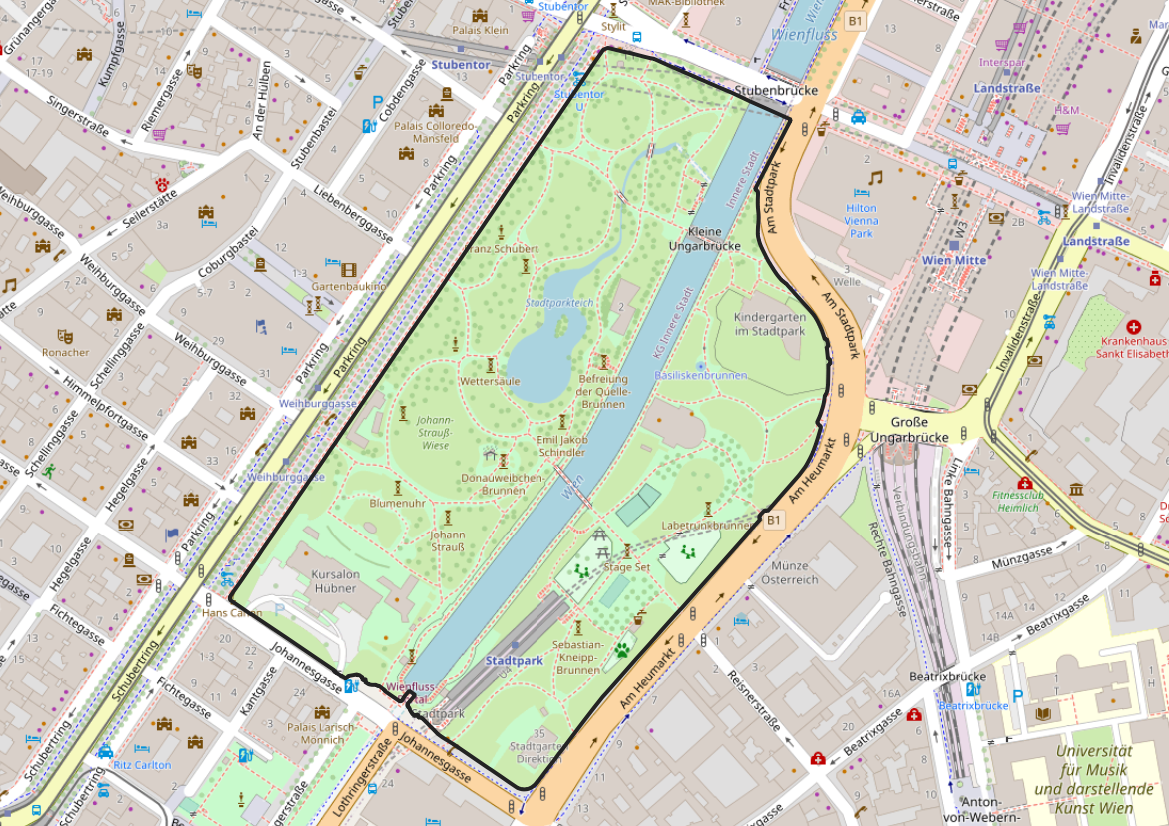
Plan du parc (données OpenStreetMap).

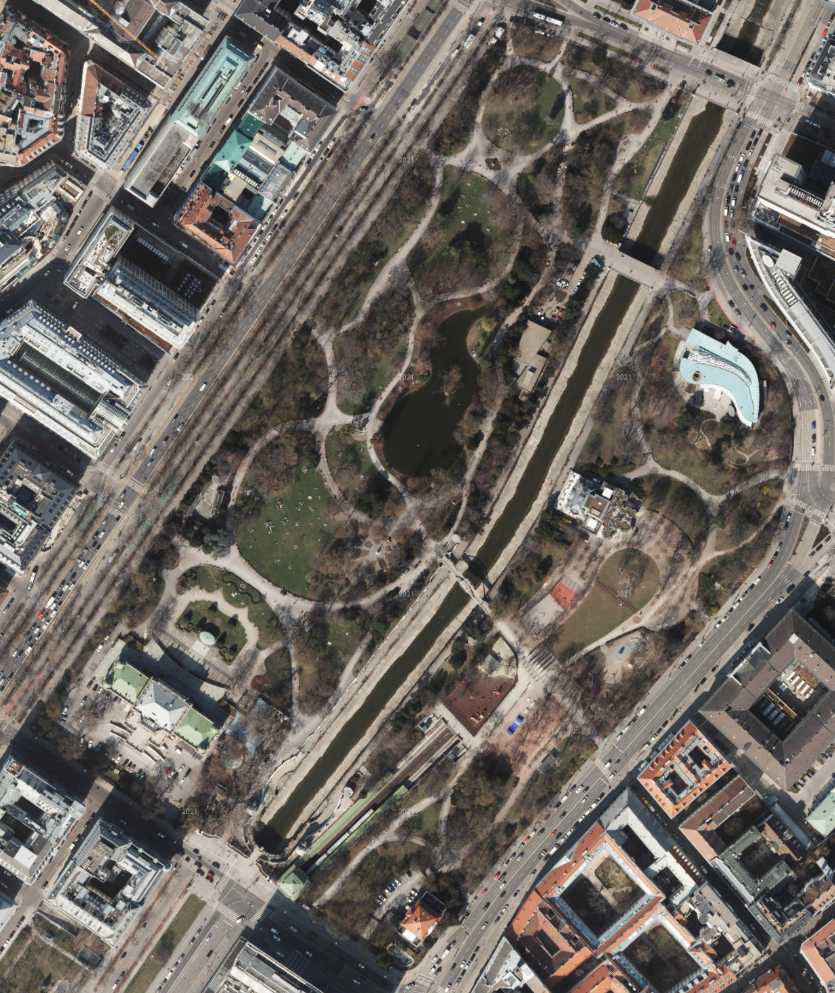
Image satellite du parc.

Le Stadtpark est séparé par la rivière Vienne en deux parties. La partie située à l'ouest est principalement composée de prairies arborées et d'étendues d'eau, qui sont agrémentées de nombreux monuments. La partie située à l'est, plus petite, est plutôt destinée aux loisirs et contient de nombreux équipements sportifs et de jeux. Les deux parties sont reliées par quatre ponts, dont deux sont uniquement accessibles aux piétons et cyclistes.

### Éléments naturels

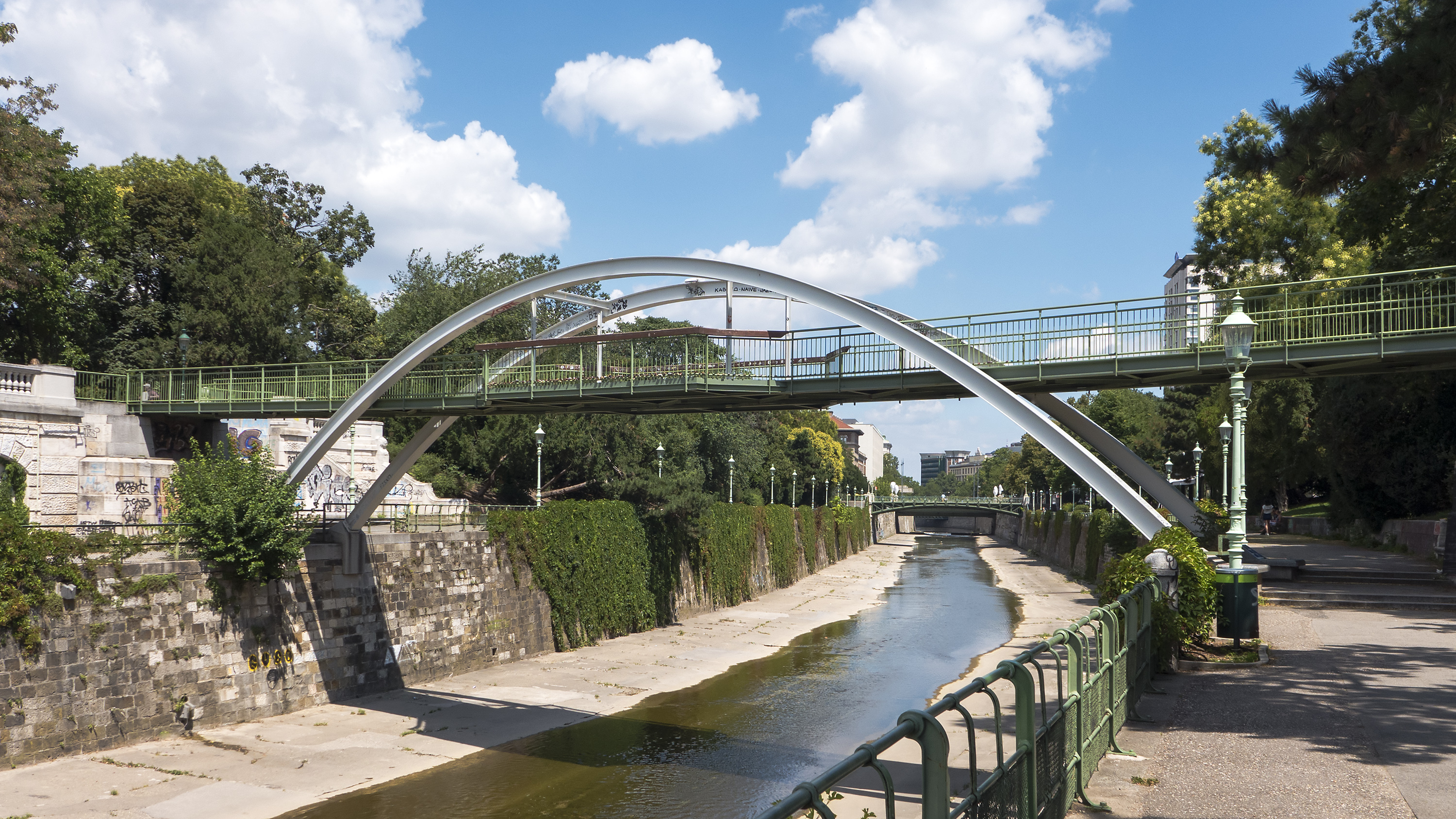
Le Stadtparksteg, l'un des deux ponts piétons permettant de franchir la Vienne et relier les deux parties du parc.

Le Stadtpark est traversé de son extrémité sud vers son extrémité nord par la rivière Vienne. Elle s'étend sur plus de 500 m depuis son portail au sud — d'où elle émane de son souterrain — au Stubenbrücke au nord. Il traverse les deux ponts piétons Stadtparksteg et Kleine Ungarbrücke, qui relient les deux parties du parc.

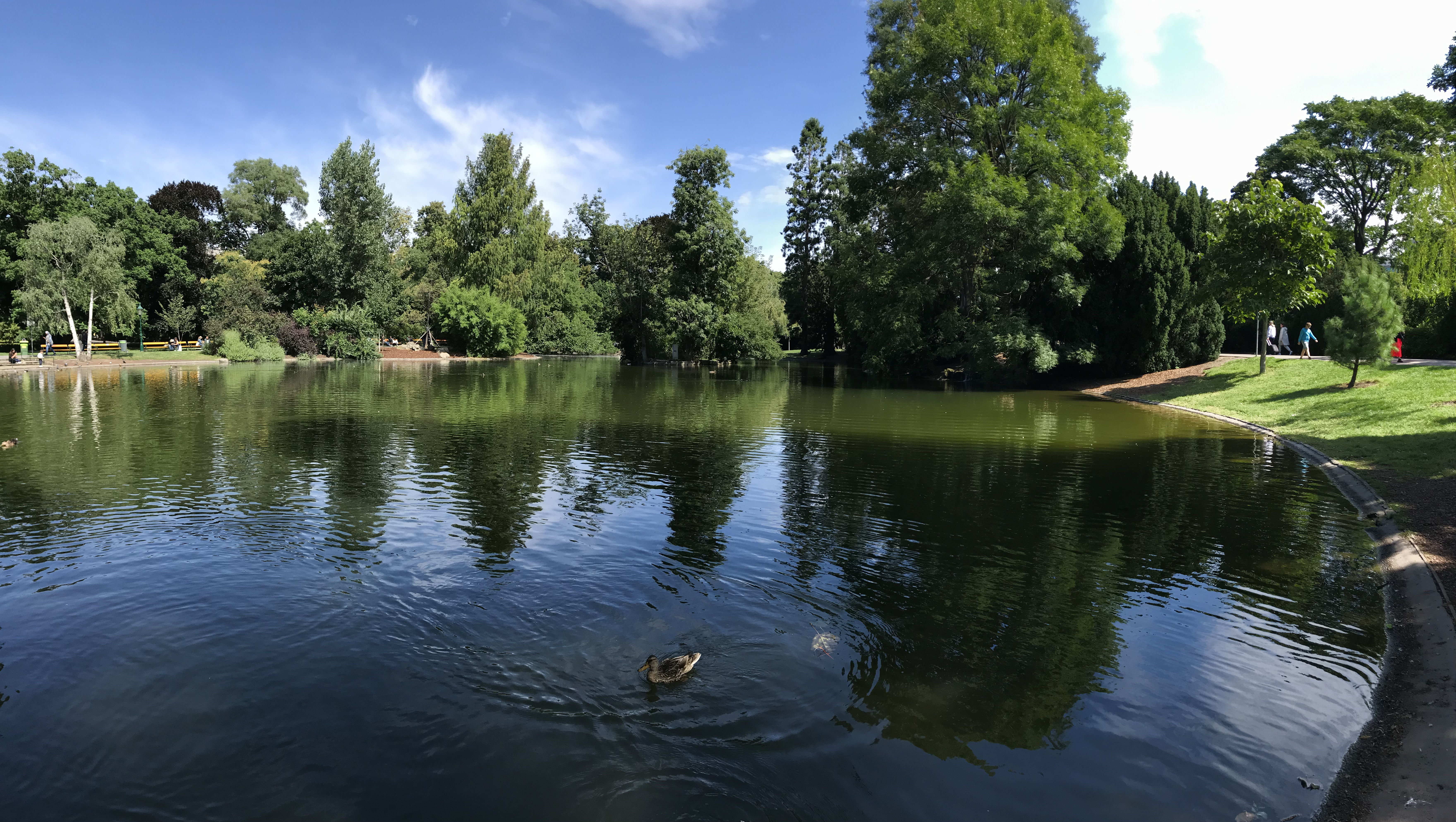
Le Stadtparkteich, l'étang du Stadtpark.

La partie ouest accueille un étang de 3 500 m2, le Stadtparkteich, qui accueille des canards et des poissons. Plus de 2 000 poissons rouges et plusieurs carpes pouvant atteindre 1 m de long seraient présentes dans l'étang. Un silure nommé Siebeck — en référence à Rudolph Siebeck, le premier jardinier du parc — se nourrit d'excédent de nourriture, de cadavres d'oiseaux flottant sur l'eau, ainsi que de poissons rouges ; il régule ainsi cette population dans l'étang.
Le parc compte des espèces protégées d'arbres, notamment un Ginkgo, un Peuplier d'Italie et un Ptérocaryer du Caucase.

### Monuments
De tous les parcs de Vienne, le Stadtpark est celui qui compte le plus de monuments et de sculptures.

#### Le Kursalon Hübner

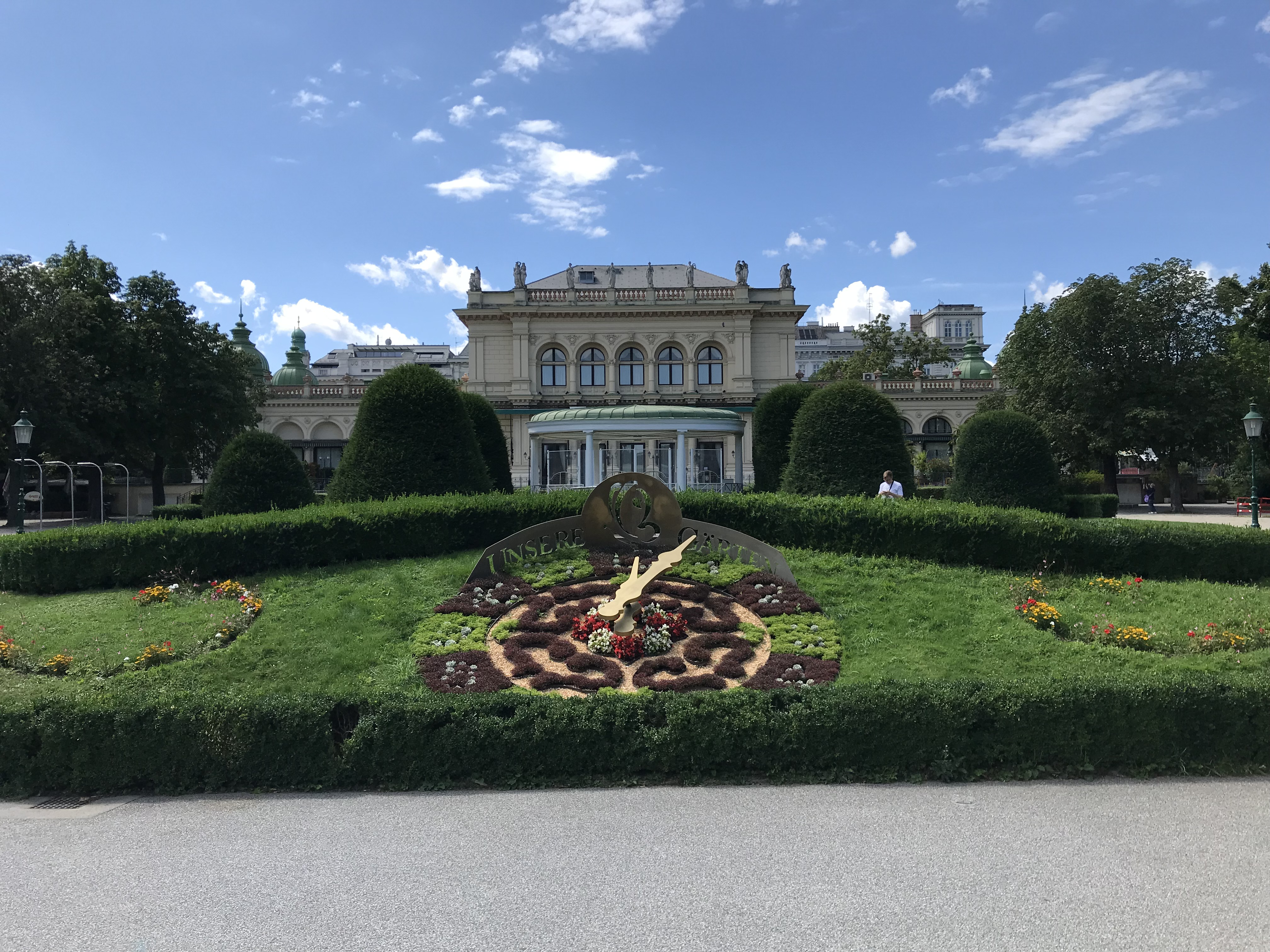
Une horloge de fleurs devant le Kursalon Hübner.

Jusqu'au milieu du XIXe siècle, le coin sud-ouest du Stadtpark comprend le Wasserglacis, une sorte de station balnéaire servant de l'eau minérale aux vertus curatives. Il est remplacé par le Kursalon Hübner actuel, construit entre 1865 et 1867. Ce bâtiment historiciste de style Renaissance italienne, rénové plusieurs fois depuis sa construction, est désormais utilisé comme lieu pour des bals, concerts, congrès et autres événements, et abrite un café-restaurant. Il est situé à proximité de la rue Johannesgasse — qui borde le Stadtpark au sud — et présente une grande terrasse donnant sur le parc.

#### Sculptures
Le monument le plus connu et le plus photographié du parc est le monument Johann-Strauss. Il s'agit d'une statue dorée de 1921 de Johann Strauss II jouant du violon, surplombée d'une arche blanche.
Le parc abrite également un nombre important de statues et fontaines à l'effigie d'artistes, écrivains, compositeurs et autres personnalités viennoises, parmi lesquels Franz Schubert, Franz Lehár, Robert Stolz, Anton Bruckner, Hans Makart, Hans Canon, Emil Jakob Schindler. Il contient également une statue d'Andreas Zelinka (en), maire de Vienne au moment de l'ouverture du parc. Le tableau suivant présente une liste des statues et fontaines présentes dans le parc.
| Nom                               | Photo | Localisation                 |
| --------------------------------- | ----- | ---------------------------- |
| Monument Johann-Strauss           |       | 48° 12′ 14″ N, 16° 22′ 45″ E |
| Hans Canon                        |       | 48° 12′ 12″ N, 16° 22′ 37″ E |
| Franz Lehár                       |       | 48° 12′ 15″ N, 16° 22′ 41″ E |
| Donauweibchenbrunnen (de)         |       | 48° 12′ 15″ N, 16° 22′ 47″ E |
| Vogeltränke-Brunnen               |       | 48° 12′ 16″ N, 16° 22′ 43″ E |
| Robert Stolz                      |       | 48° 12′ 17″ N, 16° 22′ 45″ E |
| Anton Bruckner                    |       | 48° 12′ 16″ N, 16° 22′ 47″ E |
| Emil Jakob Schindler              |       | 48° 12′ 16″ N, 16° 22′ 49″ E |
| Hans Makart                       |       | 48° 12′ 18″ N, 16° 22′ 45″ E |
| Befreiung-der-Quelle-Brunnen (de) |       | 48° 12′ 18″ N, 16° 22′ 45″ E |
| Friedrich von Amerling            |       | 48° 12′ 20″ N, 16° 22′ 48″ E |
| Franz Schubert                    |       | 48° 12′ 21″ N, 16° 22′ 47″ E |
| Andreas Zelinka (en)              |       | 48° 12′ 22″ N, 16° 22′ 50″ E |
| Sebastian Kneipp                  |       | 48° 12′ 11″ N, 16° 22′ 50″ E |
| Stage Set                         |       | 48° 12′ 13″ N, 16° 22′ 51″ E |
| Labetrunkbrunnen                  |       | 48° 12′ 14″ N, 16° 22′ 54″ E |

### Station de métro

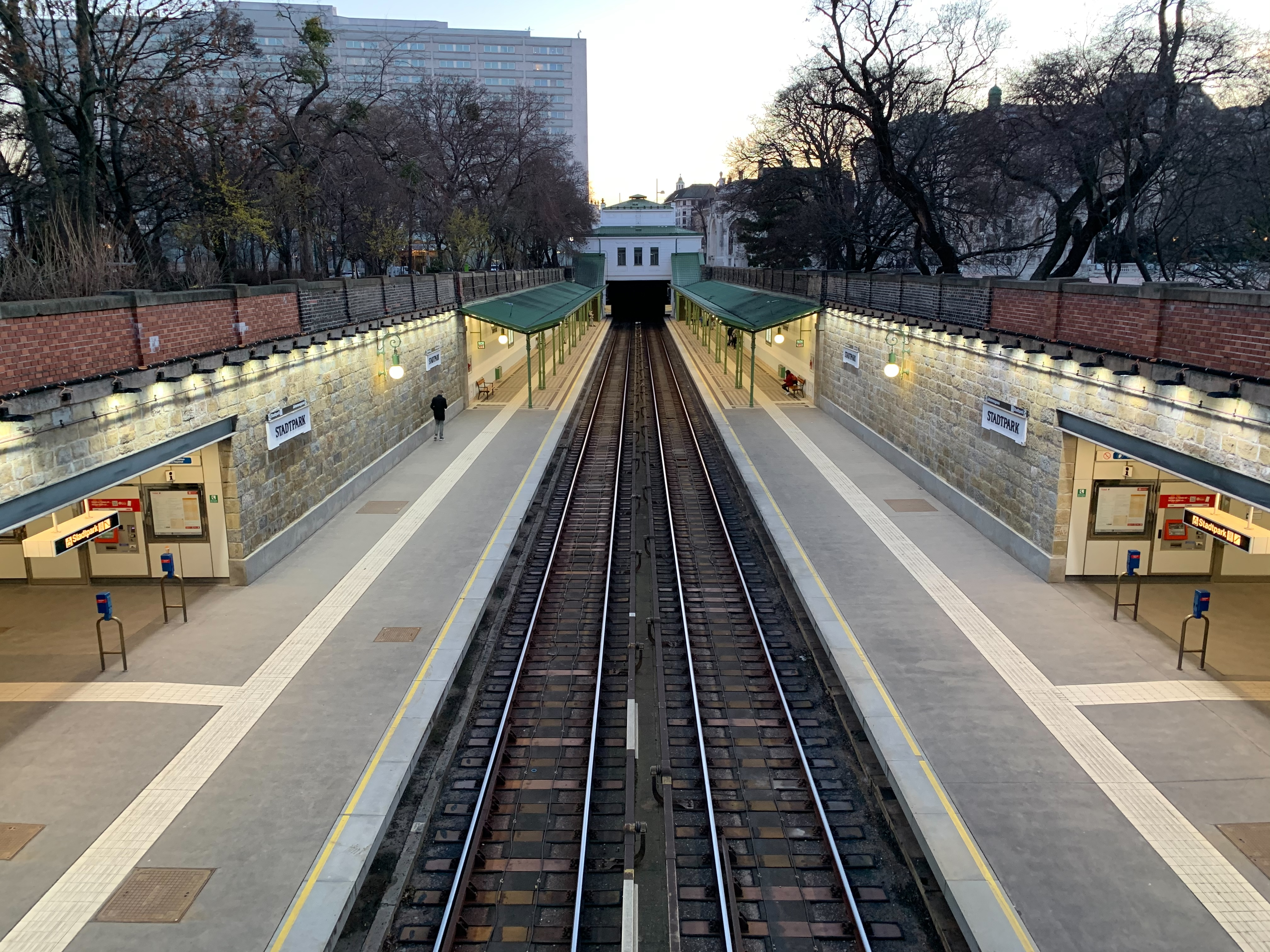
Quais de la station de métro Stadtpark vus depuis la partie est du parc.

Le Stadtpark contient la station de métro éponyme. Située à l'extrémité sud-est du parc, la station est desservie par la ligne U4.
Le parc est également accessible via les stations Landstraße (en) (lignes U3 et U4 du métro et 74A du bus) et Wien Mitte (en) (S-Bahn) au nord-est, Stubentor (lignes U3 du métro, 2 du tramway et 3A et 74A du bus) au nord-ouest, et Weihburggasse (ligne 2 du tramway) à l'ouest.

### Loisirs
La partie est du parc, souvent nommée Stadtpark-Kinderpark (« parc des enfants »), est destinée aux activités ludiques et sportives. Elle comporte de grandes aires de jeux d'eau et de sable, des toboggans, des balançoires, des bascules, des terrains de football et basketball, et un skate park.

Quelques infrastructures de loisirs du Stadtpark
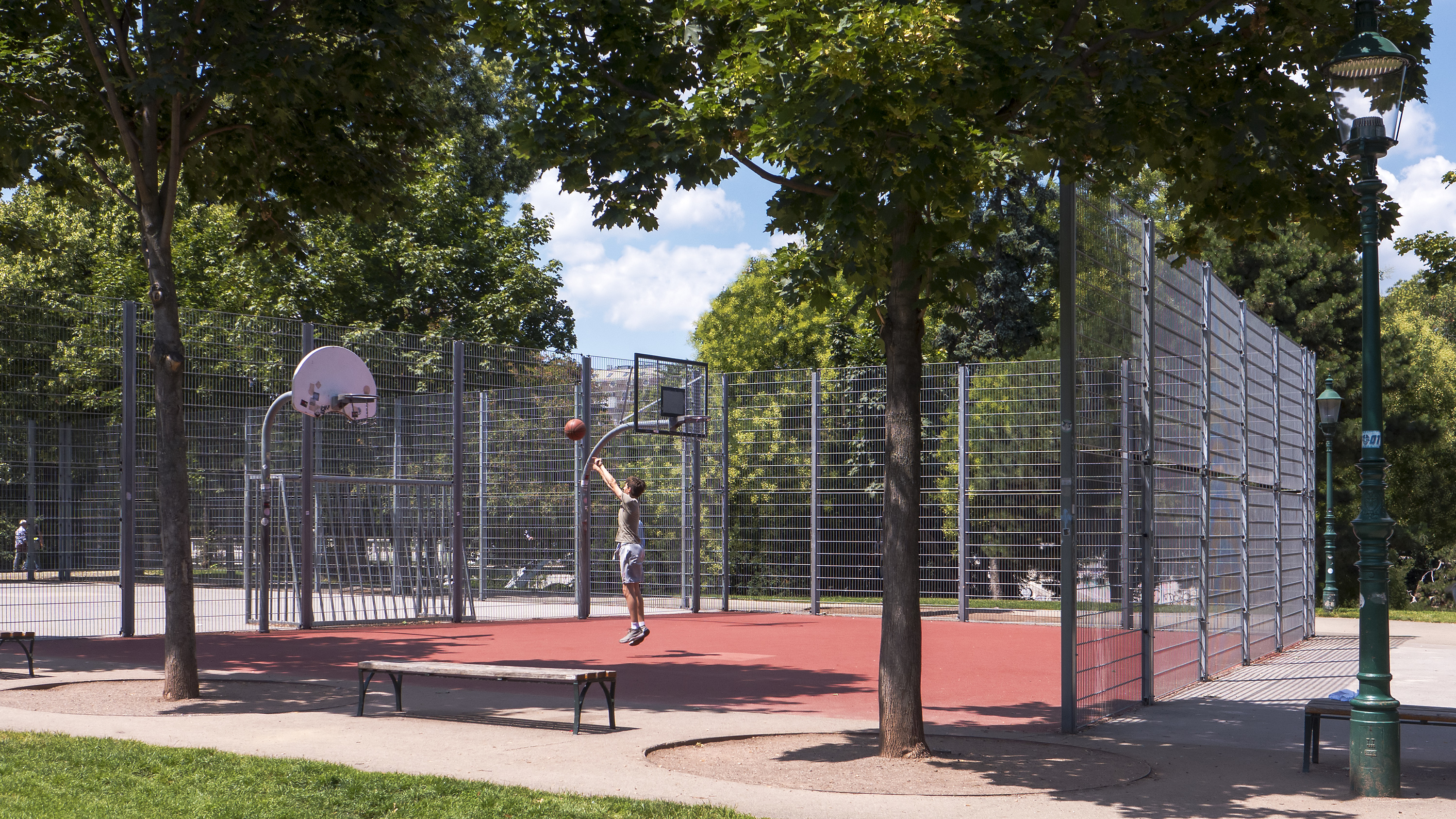
Terrain de basketball.
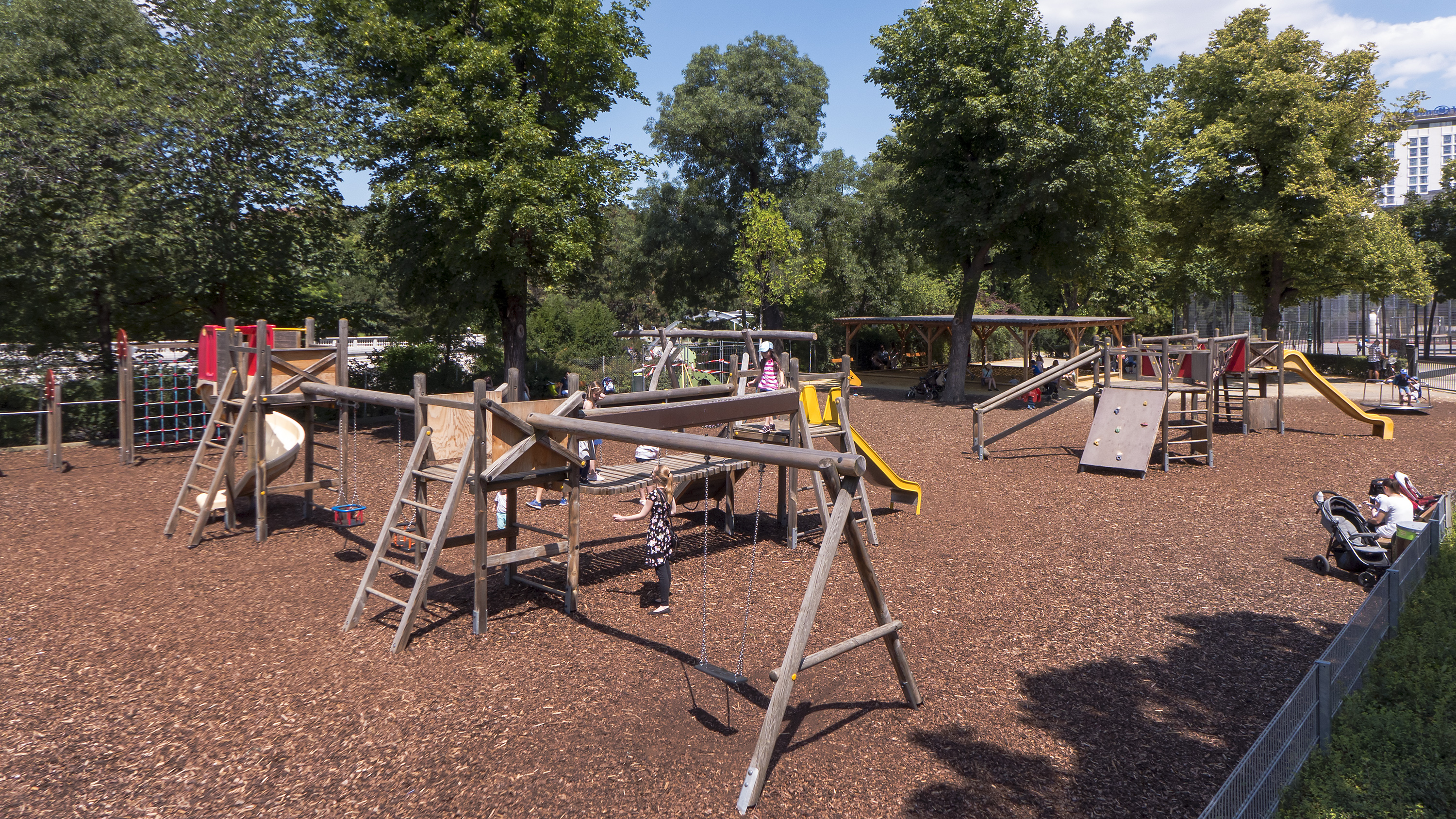
Terrain de jeux.
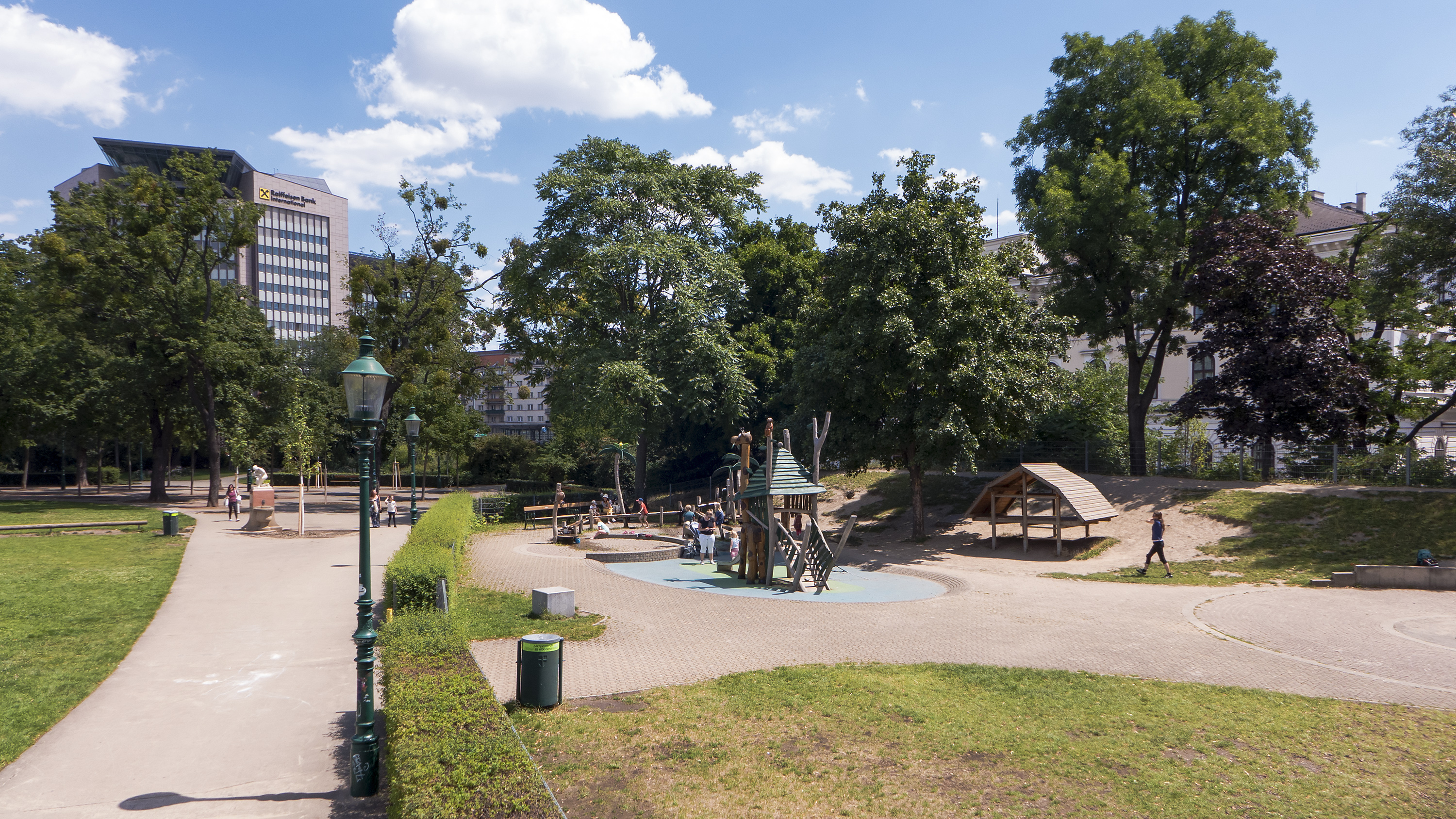
Terrain de jeux.
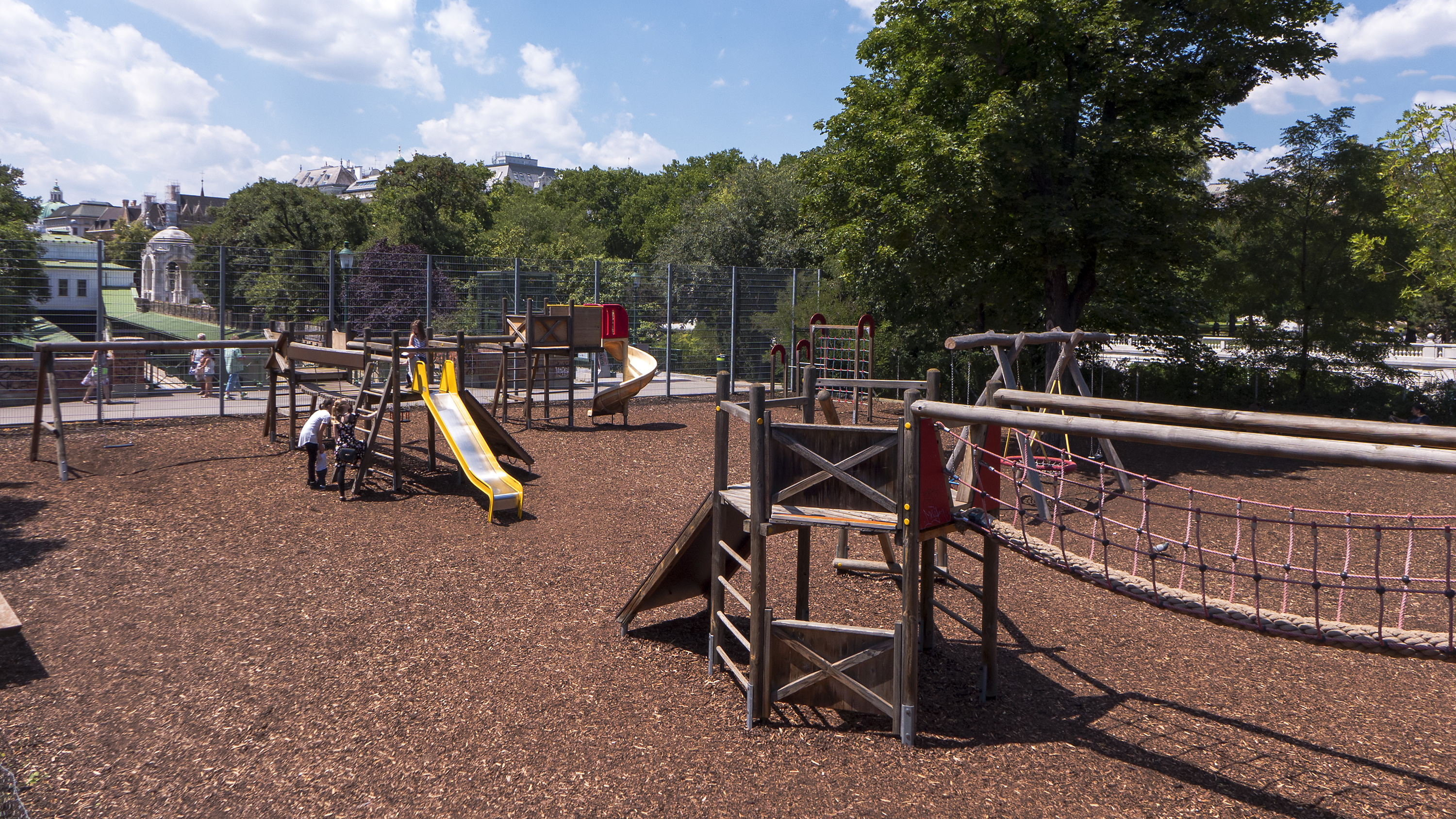
Terrain de jeux.
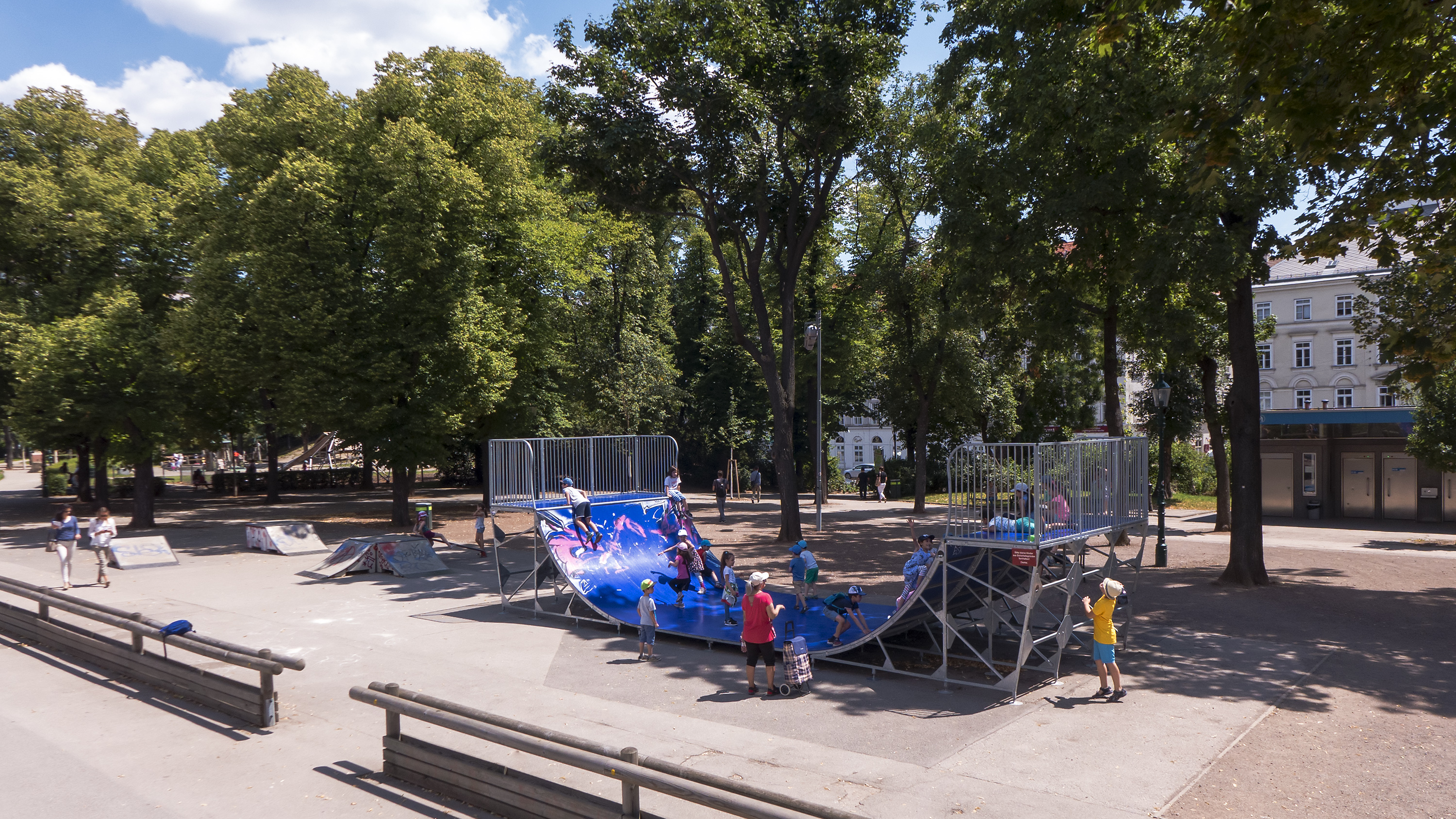
Skate park.